# Atropacarus terrapene
Atropacarus terrapene är en kvalsterart som först beskrevs av Arthur P. Jacot 1937.  Atropacarus terrapene ingår i släktet Atropacarus och familjen Phthiracaridae. Inga underarter finns listade.